# Mas Moner
|  | Per a altres significats, vegeu «Mas Moner (Palafolls)». |

El Mas Moner és una masia al terme de Bordils (Gironès) de planta rectangular amb alguns cossos annexes, destinats a activitats agrícoles, a la banda sud-est. El cos principal es desenvolupa en planta baixa, pis i golfes. Les parets estructurals són de pedra morterada amb restes d'arrebossat a les façanes i carreus a les cantonades. La coberta és de teula àrab orientada a dues vessants. A la façana de ponent es troba la porta d'accés amb un arc molt rebaixat amb carreus. Les finestres del primer pis estan emmarcades per carreus bisellats, amb ampits formats per carreus i trencaaigües motllurats al damunt.
El sostre de la planta baixa és fet amb volta enguixada pintada i la resta de plantes amb cairats de fusta. El paviment de la planta baixa és fet amb cairons. La finestra lateral de la planta baixa ha estat oberta recentment.
A la llinda d'una finestra del primer pis hi ha cisellat l'any 1733.